# 샤프 비율
샤프 비율(또는 샤프 지수 등)은 금융에서 투자성과를 평가함에 있어 해당 투자의 위험을 조정해 반영하는 방식이며, 윌리엄 F. 샤프(William F. Sharpe)의 이름을 따 명명되었다. 샤프 비율은 투자 자산 또는 매매 전략에서, 일반적으로 위험이라 불리는 편차 한 단위당 초과수익(또는 위험 프리미엄)을 측정한다.

## 정의
원 저자인 Willam Sharpe의 1994년 개정 이후, 사전적 샤프 비율은 아래와 같이 정의된다:
{\displaystyle S_{a}={\frac {E[R_{a}-R_{b}]}{\sigma _{a}}}={\frac {E[R_{a}-R_{b}]}{\sqrt {\mathrm {var} [R_{a}]}}}}
위 식에서 {\displaystyle R_{a}}는 자산수익률이고 {\displaystyle R_{b}}는 무위험 수익률이나 코스피 같은 지수의 수익률 등, 기준지표(benchmark) 자산의 수익률이다. {\displaystyle E[R_{a}-R_{b}]}는 기준지표 수익률 대비 자산의 초과수익률이며, {\displaystyle \sigma _{a}}는 자산수익률의 표준편차다.
사후적 샤프비율은 위와 동일한 공식을 사용하나, 기대 수익률이 아니라 자산과 기준지표의 실현 수익률을 사용한다.
샤프 비율은 정보비율(Information ratio)과 유사하나,샤프 비율이 자산의 무위험수익률에 대한 초과수익률(excess return)을 수익률의 가변성(variability) 또는 표준편차로 나눈 것이라면, 정보비율은 가장 적합한 기준지표에 대한 초과수익률을 초과수익률의 표준편차 또는 추적 오차(tracking error)로 나눈 것이다.

## 금융에서의 용례
샤프 비율은 투자자가 부담하는 위험을 자산 수익률이 얼마나 잘 보상하는지를 규정한다. 두 자산을 공동의 기준지표와 비교할 경우, 더 높은 샤프 비율을 나타내는 자산이 동일한 위험에 대해 더 높은 수익률을 제공한다. (또는 같은 의미에서, 같은 수익률을 더 낮은 위험에서 제공한다.) 그러나 다른 수학적 모형과 마찬가지로 샤프 비율은 자료의 정확성에 의존한다. 운영기간이 긴 피라미드 영업구조를 가정할 경우, 보고된 거짓 수익률에 기초한 샤프 비율은 높게 산출된다. 자산의 투자 성과를 유연화(smoothing)한 수익률을 사용할 경우(예컨대 수익형 펀드), 샤프 비율은 펀드 수익률보다는 기초 자산의 성과를 기초로 계산되어야 한다.
샤프 비율은 트레이너 비율, 젠센의 알파와 함께 포트폴리오나 뮤추얼 펀드 운용역의 성과를 정렬할 때 자주 사용된다.

## 검증
샤프 비율의 통계적 검증은 여러차례 제안되었다. Jobson & Korkie와 Gibbons, Ross & Shanken 등이 이에 포함된다.

## 역사
1952년, Arthur D. Roy는 m이 기대 총수익률이고, d가 어떤 "재앙 수준" (또는 최소 수용가능 수익률(minimum acceptable return), MAR)이며, σ가 수익률의 표준편차일 때, "(m-d)/σ" 비율을 극대화 할 것을 제안했다. 이 비율은, 분자의 무위험수익률 대신 MAR을, 분모에서 초과수익률의 표준편차 대신 수익률의 표준편차를 사용한 샤프 비율이다. Roy의 비율은 분자에서 동일하게 MAR을 사용하는 소티노 비율(Sortino ratio)과 관련되어 있으나, 소티노 비율은 분모에서 다른 표준편차(반(semi)/하락편차)를 사용한다.
1966년, William F. Sharpe는 샤프 비율로 알려진 것을 고안했다. 나중에 학계에서 이를 샤프 비율이라고 부르기 시작하기 이전에, Sharpe는 원래 이 비율을 "가변성(variability) 대비 보상(reward-to-variability)" 비율이라고 불렀다. 정의는 아래와 같았다:
{\displaystyle S={\frac {E[R-R_{f}]}{\sqrt {\mathrm {var} [R]}}}}
Sharpe의 1994년 수정은, 때에 따라 변화하는, 적용가능한 기준지표(applicable benchmark)와 비교해야 한다는 전제를 인정했다. 정의는 아래와 같다:
{\displaystyle S={\frac {E[R-R_{b}]}{\sqrt {\mathrm {var} [R-R_{b}]}}}}
단, {\displaystyle R_{f}}가 전 기간에 걸쳐 일정한 무위험 수익률이라면,
{\displaystyle {\sqrt {\mathrm {var} [R-R_{f}]}}={\sqrt {\mathrm {var} [R]}}}이다.
최근 들어, (원래의) 샤프 비율은 종종 하락장에서 평가기간 동안 펀드 성과의 지표로서 그 적절성에 대해 문제제기 되고 있다.

## 강점과 약점
주된 불만은 샤프 비율이 위험은 곧 변동성이고 변동성은 나쁘다는 개념에 의존한다는 것이다. 이 단순한 논리는 변동성을 줄일 것을 요구하여, 더 높은 수익률을 달성할 가능성을 떨어트린다. 그러나 샤프 비율에 관한 더 큰 문제는 모든 변동성을 동일하게 취급한다는 것이다. 기본적으로, 샤프 비율은 상승편차(upside volatility)를 갖는 (다시 말해, 높은 수익률을 갖는) 전략에 불이익을 준다. 그러나 다른 위험 조정 비율을 개발한 이들은 높은 수익률이 부정적인 것으로 비춰져서는 안된다고 생각했다.
샤프 비율은, 수익성의 원천에 대해 추가적인 정보를 필요로 하지 않고, 시계열 수익률 관측자료만으로도 직접 계산할 수 있다는 주된 이점을 갖는다. 관찰된 변동성이 주어진 경우를 다루기 위한, 편의 비율(bias ratio)처럼 최근 문헌에 소개된 다른 비율들은, 관찰된 수익률의 시계열에 내재된 위험에 대해 특히 부적절한 대용치가 된다.
트레이너 비율이 포트폴리오의 체계적 위험만을 반영하지만, 샤프 비율은 체계적 위험과 고유 위험 모두를 반영한다.
수익률은 다양한 측정주기를 가질 수 있고 (즉, 일간, 주간, 월간 혹은 연간 수익률), 정규분포를 따르는 한 수익률은 연환산될 수 있다. 여기에 샤프 비율의 약점이 있다 - 모든 자산의 수익률이 정규분포를 따르는 것은 아니다. 분포의 첨도(kurtosis), 팻 테일(fatter tails) 또는 왜도(skewness) 같은 비정규성(abnomalities)은 이러한 문제점이 존재할 경우 표준편차가 동일한 효과를 갖지 않기 때문에, 샤프 비율에 문제가 될 수 있다. 때때로 수익률이 정규분포를 따르지 않는데도 이 비율을 사용하는 것은 매우 위험할 수 있다.
Bailey and López de Prado (2012)의 연구에 따르면, 샤프 비율은 운용 경력(track records)이 짧은 헷지펀드의 경우에 과대평가되는 경향이 있다. 저자는 수익률 분포의 비대칭성과 팻 테일(fat-tail)을 감안해 샤프 비율의 확률적 버전을 제시한다. 샤프 비율의 기반에서 포트폴리오 운용역을 선택할 경우, 저자는 샤프 비율 무차별 곡선(Sharpe ratio indifference curve)을 제시했다. 이 곡선은, 다른 포트폴리오 운용역과의 상관관계가 충분히 낮기만 하다면, 낮거나 음의 샤프 비율을 나타내는 포트폴리오 운용역을 고르더라도 효율적이라는 사실을 보여준다.
특정한 한 점에서의 비율이기 때문에, 비전문가는 다양한 투자의 샤프 비율을 해석하기가 어렵다. 예를 들어, 샤프 비율이 0.5인 투자는 샤프 비율이 -0.2인 투자에 비해 얼마나 더 좋은지 비전문가는 알기가 어렵다. 이러한 약점은, 백분율 단위로 표현되어 사실상 모든 투자자가 널리 이해할 수 있는, 모딜리아니 위험 조정 수익성 단위(the Modigliani risk-adjusted performance measure)의 개발에서 잘 보완되었다. 특정 조건 하에서, 켈리공식(the Kelly criterion)은 샤프 비율을 수익률로 전환하는데 사용될 수 있다. (켈리 공식은 투자기간과 단위당 기대 수익률에 의해 조정된 경우, 수익률을 제공하는 투자의 이상적 규모를 제공한다.)
샤프 비율 추정치의 정확성은 수익률의 확률적 특성에 달려 있으며, 이러한 특성은 전략, 포트폴리오와 기간에 따라 상당히 가변적이다.

## 같이 보기
- 자본자산 가격결정 모형
- 변동 계수
- 현대 포트폴리오 이론
- 신호 대 잡음비